# Station Sekime
Station Sekime (関目駅, Sekime-eki) is een treinstation in de wijk Jōtō-ku in Ōsaka, Japan. Het wordt aangedaan door stoptreinen van de Keihan-lijn. Het station bevindt zich naast het Sekime-Seiiku aan de Imazatosuji-lijn.

## Treindienst

#### Keihan-lijn
| 1 | ■ Keihan-lijn | richting Moriguchishi, Hirakatashi, Sanjō en Demachiyanagi |
| 2 | ■ Keihan-lijn | richting Kyōbashi, Yodoyabashi en Nakanoshima              |

## Geschiedenis
Het station werd geopend in 1931. In 1991 en 1999 werd het station vernieuwd.

## Overig openbaar vervoer
Bus 35.

## Stationsomgeving
- Station Sekime-Sekiiku aan de Imazatosuji-lijn
- Station Sekime-Takadono aan de Tanimachi-lijn
- Gourmet City (supermarkt)
- FamilyMart
- Sekima-Nishimoto-winkelpromenade
- Autoweg 1